# Весолувка (Свентокшиське воєводство)
Весолувка (пол. Wesołówka) — село в Польщі, у гміні Тарлув Опатовського повіту Свентокшиського воєводства.
Населення — 66 осіб (2011).
У 1975-1998 роках село належало до Тарнобжезького воєводства.

## Демографія
Демографічна структура на день 31 березня 2011 року:
|          | Загалом | Допрацездатний вік | Працездатний вік | Постпрацездатний вік |
| -------- | ------- | ------------------ | ---------------- | -------------------- |
| Чоловіки | 27      | 1                  | 22               | 4                    |
| Жінки    | 39      | 12                 | 14               | 13                   |
| Разом    | 66      | 13                 | 36               | 17                   |